# ATP Lussemburgo
L'ATP Lussemburgo è stato un torneo di tennis facente parte del Grand Prix giocato nel 1984 a Lussemburgo su campi in sintetico indoor.

## Albo d'oro

### Singolare
| Anno | Vincitore  | Finalista  | Punteggio |
| ---- | ---------- | ---------- | --------- |
| 1984 | Ivan Lendl | Tomáš Šmíd | 6–4, 6–4  |

### Doppio
| Anno | Vincitori                | Finalisti                       | Punteggio |
| ---- | ------------------------ | ------------------------------- | --------- |
| 1984 | Anders Järryd Tomáš Šmíd | Mark Edmondson Sherwood Stewart | 6–3, 7–5  |